# Фањијер
Фањијер (фр. Fagnières) је насеље и општина у североисточној Француској у региону Шампањ-Арден, у департману Марна која припада префектури Шалонс ан Шампањ.
По подацима из 2011. године у општини је живело 4350 становника, а густина насељености је износила 223,31 становника/km². Општина се простире на површини од 19,48 km². Налази се на средњој надморској висини од 85 метара (максималној 122 m, а минималној 77 m).

## Демографија
| 1962. | 1968. | 1975. | 1982. | 1990. | 1999. | 2011. |
| ----- | ----- | ----- | ----- | ----- | ----- | ----- |
| 1.084 | 1.319 | 2.532 | 3.425 | 4.949 | 5.046 | 4.350 |

График промене броја становника у току последњих година